# Закон України «Про основи соціальної захищеності осіб з інвалідністю в Україні»
Закон України «Про основи соціальної захищеності осіб з інвалідністю в Україні» — закон України, ухвалений 21 березня 1991 року.

## Сутність
Цей закон визначає основи соціальної захищеності осіб з інвалідністю в Україні і гарантує їм рівні з усіма іншими громадянами можливості для участі в економічній, політичній і соціальній сферах життя суспільства, створення необхідних умов, які дають можливість особам з інвалідністю ефективно реалізувати права та свободи людини і громадянина та вести повноцінний спосіб життя згідно з індивідуальними можливостями, здібностями та інтересами.
Особи з інвалідністю в Україні володіють усією повнотою соціально-економічних, політичних, особистих прав і свобод, закріплених Конституцією України, законами України та міжнародними договорами, згода на обов'язковість яких надана Верховною Радою України.
Особою з інвалідністю є особа зі стійким розладом функцій організму, що при взаємодії із зовнішнім середовищем може призводити до обмеження її життєдіяльності, внаслідок чого держава зобов'язана створити умови для реалізації нею прав нарівні з іншими громадянами та забезпечити її соціальний захист. Інвалідність як міра втрати здоров'я визначається шляхом експертного обстеження в органах медико-соціальної експертизи.
Дискримінація за ознакою інвалідності забороняється.

## Допомога
Діяльність держави щодо осіб з інвалідністю виявляється у створенні правових, економічних, політичних, соціальних, психологічних та інших умов для забезпечення їхніх прав і можливостей нарівні з іншими громадянами для участі в суспільному житті та полягає у:
- виявленні, усуненні перепон і бар'єрів, що перешкоджають забезпеченню прав і задоволенню потреб, у тому числі стосовно доступу до об'єктів громадського та цивільного призначення, благоустрою, транспортної інфраструктури, дорожнього сервісу (далі — об'єкти фізичного оточення), транспорту, інформації та зв'язку, а також з урахуванням індивідуальних можливостей, здібностей та інтересів — до освіти, праці, культури, фізичної культури і спорту;
- охороні здоров'я;
- соціальному захисті;
- забезпеченні виконання індивідуальної програми реабілітації осіб з інвалідністю;
- наданні пристосованого житла;
- сприянні громадській діяльності.

Соціальний захист осіб з інвалідністю є складовою діяльності держави щодо забезпечення прав і можливостей осіб з інвалідністю нарівні з іншими громадянами та полягає у наданні пенсії, державної допомоги, компенсаційних та інших виплат, пільг, соціальних послуг, здійсненні реабілітаційних заходів, встановленні опіки (піклування) або забезпеченні стороннього догляду.
Особам з інвалідністю, які не мають права на пенсію чи соціальну допомогу відповідно до законів України «Про державну соціальну допомогу особам з інвалідністю з дитинства та дітям з інвалідністю», «Про державну соціальну допомогу особам, які не мають права на пенсію, та особам з інвалідністю», пільги надаються на підставі довідки, що безоплатно видається структурними підрозділами соціального захисту населення районних, районних у містах Києві та Севастополі державних адміністрацій, виконавчими органами міських рад за місцем проживання, в якій зазначаються прізвище, ім'я, по батькові, група та причина інвалідності, а також у відповідних випадках — основні нозологічні форми захворювань (по зору, слуху та з ураженням опорно-рухового апарату). Порядок видачі такої довідки та її форма затверджуються центральним органом виконавчої влади, що забезпечує формування державної політики у сфері соціального захисту населення.
З метою реалізації особами з інвалідністю прав та свобод людини і громадянина під час розроблення державних соціальних стандартів та державних соціальних гарантій, національних стандартів, правил усталеної практики та класифікаторів, стандартів, технічних умов, проведення дослідно-конструкторських, науково-дослідних робіт враховуються потреби осіб з інвалідністю та/або застосовуються принципи розумного пристосування та універсального дизайну.
Органи державної влади та органи місцевого самоврядування сприяють забезпеченню прав осіб з інвалідністю щодо включення до суспільного життя нарівні з іншими громадянами.

## Пільги
Особи з інвалідністю можуть мати такі пільги:
- Житлові приміщення, займані особами з інвалідністю або сім'ями, у складі яких вони є, під'їзди, сходи будинків, в яких мешкають люди з інвалідністю, мають бути обладнані спеціальними засобами і пристосуваннями відповідно до індивідуальної програми реабілітації, а також телефонним зв'язком.
- Обладнання зазначених житлових приміщень здійснюється органами місцевого самоврядування, підприємствами, установами й організаціями, у віданні яких перебуває житловий фонд.
- Обладнання індивідуальних житлових будинків, в яких проживають люди з інвалідністю, здійснюється підприємствами, установами й організаціями, з вини яких настала інвалідність, а в інших випадках — відповідними органами місцевого самоврядування. У разі невідповідності житла вимогам, визначеним висновком медико-соціальної експертизи, і неможливості його пристосування до потреб людини з інвалідністю, може провадитись заміна житлової площі.
- Органи місцевого самоврядування забезпечують виділення земельних ділянок особам з інвалідністю із захворюваннями опорно-рухового апарату під будівництво гаражів для автомобілів з ручним керуванням поблизу місця їхнього проживання.[1]
- Місцеві органи державної влади зобов'язані забезпечувати людям з інвалідністю необхідні умови для вільного доступу і користування культурно-видовищними закладами і спортивними спорудами, для занять фізкультурою і спортом, а також забезпечувати надання спеціального спортивного інвентарю.

Люди з інвалідністю користуються переліченими послугами безкоштовно або на пільгових умовах згідно з рішеннями органів місцевого самоврядування за участю громадських організацій людей з інвалідністю.
- Людям з інвалідністю забезпечують засоби спілкування, що полегшують їхню взаємодію між собою та з іншими категоріями населення. Порядок і умови такого забезпечення передбачаються місцевими органами виконавчої влади, органами місцевого самоврядування за участю громадських організацій людей з інвалідністю.
- Люди з інвалідністю першої та другої груп мають право на позачергове і пільгове встановлення квартирних телефонів коштом Фонду соціального захисту інвалідів. Порядок і умови встановлення телефонів інвалідам визначаються Кабінетом Міністрів України з урахуванням пропозицій всеукраїнських громадських організацій інвалідів. Інвалідам першої, другої груп і сім'ям, у складі яких є два або більше інвалідів, оплата послуг електрозв'язку за місцеві телефонні розмови з квартирних телефонів за погодинним (щохвилинним, щосекундним) обліком їхньої тривалості встановлюється тільки за їхньою згодою.
- Люди з інвалідністю першої, другої груп по зору надається право безплатного користування радіотрансляційною точкою.[3]
- Людям і дітям з інвалідністю надаються безоплатно або на пільгових умовах послуги з соціально-побутового і медичного обслуговування, технічні та інші засоби реабілітації (засоби для пересування, протезні вироби, сурдотехнічні засоби, мобільні телефони для письмового спілкування тощо), вироби медичного призначення (індивідуальні пристрої, протези очей, зубів, щелеп, окуляри, слухові та голосоутворювальні апарати, ендопротези, сечо- та калоприймачі тощо) на підставі індивідуальної програми реабілітації, автомобілі — за наявності відповідного медичного висновку.
- Люди з інвалідністю, які отримують пенсію, що не перевищує мінімального розміру пенсії, або державну соціальну допомогу, призначену замість пенсії, діти з інвалідністю мають право на безплатне придбання лікарських засобів за рецептами лікарів у разі амбулаторного лікування.
- Люди з інвалідністю першої і другої груп мають право при амбулаторному лікуванні на придбання лікарських засобів за рецептами лікарів з оплатою 50 відсотків їхньої вартості.
- Люди і діти з інвалідністю за наявності медичних показань мають право на безкоштовне забезпечення санаторно-курортними путівками.

Порядок та умови забезпечення людей і дітей з інвалідністю лікарськими, технічними та іншими засобами реабілітації, виробами медичного призначення, санаторно-курортними путівками, автомобілями, а також переліки технічних та інших засобів реабілітації і виробів медичного призначення визначає Кабінет Міністрів України.
- Після смерті людини, дитини з інвалідністю автомобіль, виданий безоплатно чи на пільгових умовах, у тому числі визнаний гуманітарною допомогою, за бажанням членів його сім'ї може бути переданий у їхню власність у порядку, визначеному Кабінетом Міністрів України. Технічні та інші засоби реабілітації можуть бути залишені у власності членів сім'ї померлої людини з інвалідністю, дитини з інвалідністю в порядку, визначеному Кабінетом Міністрів України.[4]
- Транспортне обслуговування людей з інвалідністю здійснюється на пільгових умовах.
- Люди, діти з інвалідністю та особи, які супроводжують людей з інвалідністю першої групи або дітей з інвалідністю (не більше одного супроводжуючого), мають право на безплатний проїзд у пасажирському міському транспорті (крім метрополітену і таксі), а також всіма видами приміського транспорту. Діти з інвалідністю та люди з інвалідністю першої, другої груп по зору і з ураженням опорно-рухового апарату та особи, які супроводжують людей з інвалідністю першої групи або дітей з інвалідністю зазначених категорій (не більше одного супроводжуючого), мають право на безплатний проїзд також у метро.
- Люди, діти з інвалідністю та особи, які супроводжують осіб з інвалідністю першої групи або дітей з інвалідністю (не більше однієї особи, яка супроводжує людину або дитину з інвалідністю), мають право на 50-відсоткову знижку вартості проїзду на внутрішніх лініях (маршрутах) повітряного, залізничного, річкового та автомобільного транспорту в період з 1 жовтня по 15 травня.
- Пільгове перевезення людей з інвалідністю здійснюють усі підприємства транспорту незалежно від форми власності та підпорядкування відповідно до закону України «Про транспорт».
- Категорії людей та дітей з інвалідністю і порядок їхнього транспортного обслуговування на пільгових умовах визначає Кабінет Міністрів України.
- Пільговий проїзд надається за умови, якщо середньомісячний сукупний доход сім'ї в розрахунку на одну особу за попередні шість місяців не перевищував величини доходу, який дає право на податкову соціальну пільгу, збільшену на коефіцієнт 1,1 у порядку, визначеному Кабінетом Міністрів України.[5]

Пільги зберігаються за людьми та дітьми з інвалідністю незалежно від виду виплачуваної пенсії або допомоги, призначеної замість пенсії. У випадках, коли іншими нормативно-правовими актами передбачені норми, що підвищують встановлений цим законом рівень соціального захисту людей з інвалідністю, застосовуються положення тих нормативно-правових актів, які визначають найбільший рівень соціального захисту людей з інвалідністю.
Якщо людина з інвалідністю має право на одну і ту ж пільгу за законом «Про основи соціальної захищеності інвалідів в Україні» і одночасно за іншим нормативно-правовим актом, пільга йому надається лише за одним з них за його вибором (незалежно від підстави встановлення пільги).